# Ibicella
Ibicella é um género botânico pertencente à família Martyniaceae.

## Espécies
- Ibicella lutea
- Ibicella nelsoniana
- Ibicella parodii